# Daniella Sarahyba
Daniella Sarahyba Fernandes (née le 8 juin 1984 à Rio de Janeiro) est une top-modèle brésilienne d'origine libanaise.

## Biographie

### Enfance
Elle est née à Rio de Janeiro au Brésil, sa mère Mara Lucia Sarahyba était également top-modèle.
Elle a posé avec sa mère dans le magazine Pais & Filhos, alors qu'elle n'avait que trois jours.

### Carrière
Daniella a commencé sa carrière en participant à des concours de top-modèle à l'âge de douze ans.
Elle est apparue en 2005 dans un magazine de mode où elle posait en maillot de bain. Aujourd'hui elle est sous contrat avec H&M, Spiegel (en) et Benetton.